# ケリー・ライカート
ケリー・ライカート（Kelly Reichardt）は、アメリカ合衆国の映画監督・脚本家。作品の多くはごく少数の登場人物の感情を精密にたどろうとする会話劇で、アメリカのインディペンデント映画作家として最も高い評価を受ける一人とも評される。ニューヨーク州のバード大学で教壇に立つ。
日本での氏名表記は「ライヒャルト」が長く使われてきたが、2020年に特集上映が行われた際に本人と確認の上「ライカート」に変更された。

## 概要
ライカートは1964年にフロリダ州マイアミで生まれ、ボストン美術館で修士号を取得。1994年に発表した長篇デビュー作『リバー・オブ・グラス』は、サンダンス映画祭で審査員大賞にノミネートされるなど大きな注目を集めた。しかし当時、インディペンデント映画を撮る女性の監督は数少なかったこともあり、次回作の資金繰りに難航、ライカートは以後10年にわたって映画制作から遠ざかることになった。
この間、スーパー8を使った自主制作短編を継続。ハーマン・ローチャーの小説『愛のかけ橋 - ビリー・ジョーに捧げる詩』を原作とした『唱歌（Ode）』(1999)、『さらに１年（Then, a Year）』(2002)、イラク帰還兵を主人公とした『トラヴィス (Travis)』(2004) などを制作。結果的にこれらが著名監督やプロデューサーの目にとまるようになり、とりわけ以前から知人だった映画監督のトッド・ヘインズはライカート作品のプロデューサーを買って出る。
中篇『オールド・ジョイ (Old Joy)』(2006) がインディペンデント・スピリット賞で3部門にノミネートされるなど、批評家らから高い評価を受けたのち、トッド・ヘインズがプロデューサーに加わった『ウェンディ＆ルーシー』(2008) がカンヌ国際映画祭でパーム・ドッグ賞を受賞、またインディペンデント・スピリット賞では作品賞と主演女優賞（ミシェル・ウィリアムズ）にノミネートされるなど広く注目され、これらの作品でライカートは米国インディペンデント映画の重要作家と見なされるようになった。
2010年に再びウィリアムズと組んだ『ミークス・カットオフ』が公開され、第67回ヴェネツィア国際映画祭ではコンペティション部門に選出。
2020年、『ファースト・カウ』を第70回ベルリン国際映画祭に出品。無冠だったものの、第86回ニューヨーク映画批評家協会賞では作品賞を受賞、フランスの『カイエ・デュ・シネマ』誌では2021年のベスト・ワンと評価されるなど高い評価を獲得した。
2022年、ミシェル・ウィリアムズ４回目の出演となる『ショーイング・アップ』が公開された。

## フィルモグラフィ

### 長編映画
| 年   | 題名                                              | 役割             |
| ---- | ------------------------------------------------- | ---------------- |
| 1994 | リバー・オブ・グラス River of Grass               | 監督・脚本       |
| 1999 | Ode                                               | 監督・脚本       |
| 2006 | オールド・ジョイ Old Joy                          | 監督・脚本・編集 |
| 2008 | ウェンディ&ルーシー Wendy and Lucy                | 監督・脚本・編集 |
| 2010 | ミークス・カットオフ Meek's Cutoff                | 監督・編集       |
| 2013 | ナイト・スリーパーズ ダム爆破計画 Night Moves     | 監督・脚本・編集 |
| 2016 | ライフ・ゴーズ・オン 彼女たちの選択 Certain women | 監督・脚本・編集 |
| 2020 | ファースト・カウ First Cow                        | 監督・脚本・編集 |
| 2023 | ショーイング・アップ Showing Up                   | 監督・脚本・編集 |
| TBA  | The Mastermind                                    | 監督・脚本       |

### 短編映画
| 年   | 題名        | 役割 | 備考       |
| ---- | ----------- | ---- | ---------- |
| 2001 | Then a Year | 監督 |            |
| 2004 | Travis      | 監督 | ビデオ映画 |
| 2019 | Owl         | 監督 |            |

## 関連文献
- Diarmaid, Esther (2018). "Highway to Hell? Images of the American Road in Kelly Reichardt's Old Joy, Wendy and Lucy, and Meek's Cutoff," Journal of American studies,  Volume 52, Issue 3.
- Fusco, Katherine (2017). Kelly Reichard, Urbana : University of Illinois Press.
- Hall, E. Dawn (2018). The films of Kelly Reichardt, Edinburgh : Edinburgh University Press.
- Revault-d'Allonnes, Judith (2020). Kelly Reichardt : l'Amérique retraversée, Paris: Centre Pompidou.